# 호리에 슌
호리에 슌(堀江瞬, 1993년 5월 25일 ~ )은 일본의 남자 성우이다. 프로핏 소속.
오사카부 출신.

## 작품
2020년
- 사랑하고 사랑받고, 차고 차이고 (하가츠마 하루코)
- 여친, 빌리겠습니다 (키노스타 카즈야)